# NGC 3686
NGC 3686 é uma galáxia espiral barrada (SBbc) localizada na direcção da constelação de Leo. Possui uma declinação de +17° 13' 24" e uma ascensão recta de 11 horas, 27 minutos e 44,1 segundos.
A galáxia NGC 3686 foi descoberta em 14 de Março de 1784 por William Herschel.